# Lalouret-Laffiteau
Lalouret-Laffiteau är en kommun i departementet Haute-Garonne i regionen Occitanien i södra Frankrike. Kommunen ligger i kantonen Saint-Gaudens som tillhör arrondissementet Saint-Gaudens. År 2022 hade Lalouret-Laffiteau 137 invånare.

## Befolkningsutveckling
Antalet invånare i kommunen Lalouret-Laffiteau
Referens:INSEE